# Simone Warzel
Simone Warzel (née en 1973) est une mathématicienne et universitaire allemande, spécialiste de physique mathématique. Elle est professeure à l'université technique de Munich.

## Biographie
Warzel naît le 2 février 1973 à Erlangen, où elle grandit et fait ses études secondaires. Elle étudie les mathématiques et la physique à l'université Friedrich-Alexander d'Erlangen-Nuremberg, puis durant une année à l'université de Cambridge où elle passe la Partie III du Mathematical Tripos (1995),. Elle obtient son doctorat (Dr. rer. Nat.) de l'université d'Erlangen-Nuremberg en 2001. Sa thèse, intitulée On Lifshits Tails in Magnetic Fields, a été dirigée par Hajo Leschke.  
Elle est chercheuse postdoctorale à l'université Friedrich-Alexander d'Erlangen-Nuremberg et à l'université du Chili en 2002, puis est chercheuse postdoctorale et assistante à l'université de Princeton (2003-2006), où elle est promue professeure adjointe en 2006. Elle est professeure à l'université technique de Munich depuis 2008.

## Activités de recherche et éditoriales
Ses recherches portent sur la mécanique statistique et le problème à plusieurs corps en mécanique quantique. Elle est co-auteure du livre Random Operators: Disorder Effects on Quantum Spectra and Dynamics. Elle est co-auteure avec Michael Aizenman du livre Random Operators: Disorder Effects on Quantum Spectra and Dynamics. 
En 2006, elle a démontré avec Aizenman et Robert Sims la stabilité des spectres continus de l'opérateur de Laplace sur des graphes d'arbres aléatoires avec de faibles perturbations. Avec ses collègues en 2008, elle a prouvé l'existence de la correction de Scott de l'énergie de liaison des atomes lourds dans une description (pseudo) relativiste. De plus, elle a étudié la localisation d'Anderson et sa non-existence (existence d'états étendus) dans divers modèles de physique du solide, par exemple avec Aizenman en 2011 sur le bord de la mobilité sur le réseau de Bethe, où les états étendus résultent des résonances des défauts.

## Prix et distinctions
En 2009, l'Union internationale de physique pure et appliquée lui décerne le prix du jeune scientifique en physique mathématique,. Simone Warzel bénéficie d'une bourse Sloan de 2007 à 2010, et d'une bourse von Neumann à l'Institute for Advanced Study en 2013. 
Elle est conférencière Emmy Noether de la Deutsche Mathematiker-Vereinigung en 2011, conférencière plénière au Congrès international de physique mathématique 2012 et conférencière dans la section de physique mathématique du Congrès international des mathématiciens 2018 à Rio de Janeiro.  

## Publications
- avec Michael Aizenman , « Random Operators: Disorder Effects on Quantum Spectra and Dynamics », AMS 2015.
- « Surprises in the phase diagram of the Anderson model on the Bethe lattice », p. 239-253, in XVIIth International Congress on Mathematical Physics Ed.: A. Jensen, World Scientific 2013.
- avec Michael Aizenman, « Absolutely continuous spectrum implies ballistic transport for quantum particles in a random potential on tree graphs », J. Math. Phys. 53, 095205 (2012)
- avec Michael Aizenman, « Extended states in a Lifshitz tail regime for random Schrödinger operators on trees », Phys. Rev. Lett. 106: 136804 (2011). Arxiv.
- avec Michael Aizenman, « Disorder-induced delocalization on tree graphs ». In: Mathematical Results in Quantum Mechanics, Ed. P. Exner, 107-109, World Scientific 2011.
- avec Michael Aizenman, « Complete dynamical localization in disordered quantum multi-particle systems ». XVIth International Congress on Mathematical Physics, 556–565, World Sci. 2010.
- avec Heinz Siedentop & R. Frank, « The energy of heavy atoms according to Brown and Ravenhall: the Scott correction ». Doc. Math. 14: 463–516 (2009).
- avec Michael Aizenman, « Localization Bounds for Multiparticle Systems », Comm. Math. Phys. 290: 903–934 (2009).
- avec H. Siedentop & R. Frank, « The energy of heavy atoms according to Brown and Ravenhall: the Scott correction », Comm. Math. Phys. 278: 549–566 (2008).
- avec Rupert L. Frank & H. Siedentop, « The ground state energy of heavy atoms: relativistic lowering of the leading energy correction », Commun. Math. Phys. 278 : 549-566 (2008).
- avec M. Aizenman & B. Sims, « Stability of the absolutely continuous spectrum of random Schrödinger operators on tree graphs », Probab. Theory Relat. Fields 136: 363-394 (2006).
- avec H. Leschke, « Quantum-classical transitions in Lifshits tails with magnetic fields », Phys. Rev. Lett. 92: 086402:1-4 (2004).
- avec H. Leschke & P. Müller, « A survey of rigorous results on random Schrödinger operators for amorphous solids », Markov Proc. Relat. Fields 9: 729-760 (2003).
- avec G. Raikov, « Quasi-classical versus non-classical spectral asymptotics for magnetic Schrödinger operators with decreasing electric potentials », Rev. Math. Phys. 14: 1051-1072 (2002).
- avec G. Raikov, « Spectral asymptotics for magnetic Schrödinger operators with rapidly decreasing electric potentials », C. R. Acad. Sci. Paris Ser. I, 335: 683-688 (2002).
- avec T. Hupfer, H. Leschke, & P. Müller, « The absolute continuity of the integrated density of states for magnetic Schrödinger operators with certain unbounded random potentials », Comm. Math. Phys. 221: 229-254 (2001).